# Корабельня Брюґґен
Корабельня Брюґґен (норв. Bruggen i Bergen, також відома як Tyskebryggen) — комплекс торгових будинків, розташованих на східному боці фіорда поблизу Берґена, Норвегія. 1979 року корабельня Брюґґен була занесена до списку всесвітньої спадщини ЮНЕСКО. Назва Брюґґен походить від фламандського міста Брюгге (англ. Brugge), а також з норвезької «brygge» значить «причал, пристань», а «Tyskebryggen» — «німецька пристань».

## Історія
Місто Берґен було засноване 1070 року. 1360 року в Берґені було створено представництво (контора) Ганзейського союзу і місто перетворилося на важливий торговий центр. В адміністративних будівлях розміщувалися клерки з багатьох країн Європи, особливо з Німеччини. Склади були заповнені товарами, зокрема, рибою з Північної Норвегії, а також зерном з Європи.

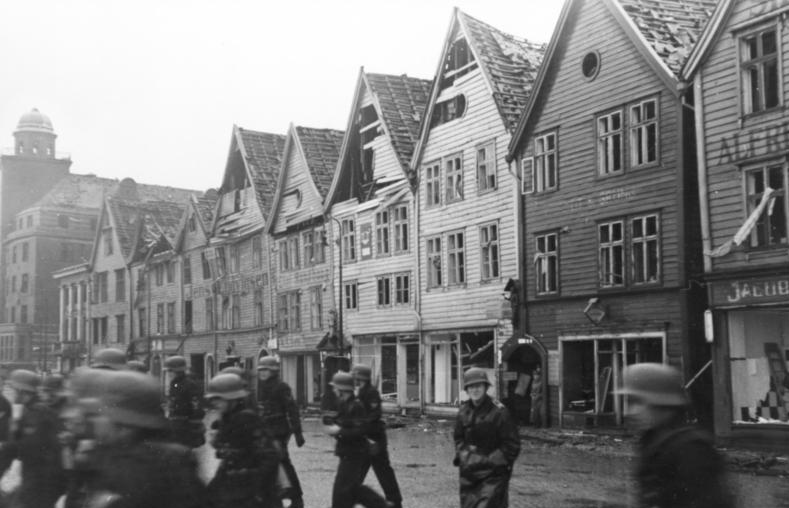
Брюґґен під час німецької окупації, 1944

За свою історію Берґен зазнав багато пожеж, оскільки, традиційно, більшість будинків були зроблені з дерева. Це також стосується і корабельні Брюґґен, тож на сьогоднішній день лише близько чверті будинків збудовано до 1702 року, тоді як старіші склади і адміністративні будівлі згоріли. Збережена частина Брюґґена переважно складається з молодших будівель, хоча є деякі кам'яні підвали, що датуються 15-м століттям.
Частина корабельні була знищена під час пожежі 1955 року. Пізніше ця територія була використана для будівництва музею Брюґґена, який складається з комплексу археологічних пам'яток, а також деяких старих дерев'яних будинків. На панорамному зображенні внизу це останні ліві шість будинків.
Сьогодні у корабельні Брюґґен розташовується велика кількість туристичних та сувенірних крамниць, а також ресторани, кафе та музеї. Більшість з 58 будівель, що уціліли після пожежі 1955 року, тепер використовується як студії художників.